# Brahma T. Ramsodit
Brahma T. Ramsodit, een woordkunstenaar, werd geboren in Rotterdam, groeide op in Haarlem en vestigde zich na zijn studie in Enschede. Hij staat bekend als trouwambtenaar, spokenwordartiest, MC van VroegZat en als stamgast bij RTV Oost. Brahma is de broer van PvdA Eerste Kamerlid Artie Ramsodit.
In 2022 werd Brahma bekroond met een LA Video Music Award voor zijn spoken word-film Wakker. 